# ジョセフ・P・ケネディ・ジュニア
ジョセフ・パトリック・“ジョー”・ケネディ・ジュニア（Joseph Patrick "Joe" Kennedy, Jr.、1915年7月25日 - 1944年8月12日）は、アメリカ合衆国海軍軍人。いわゆるケネディ家の長子であったが、第二次世界大戦中に戦死した。最終階級は海軍大尉（Lieutenant）。

## 来歴
1915年、ジョセフ・P・ケネディの最初の子供としてマサチューセッツ州ブルックラインで生まれる。1938年にハーバード大学を卒業。ロンドン・スクール・オブ・エコノミクスでハロルド・ラスキに師事した後、ハーバード大学ロースクールに入学する。
1941年、ロースクール在学中に海軍パイロット増員計画に応募。1942年5月に海軍予備少尉に任官。飛行艇パイロットとして大西洋、カリブ海で対潜哨戒任務にあたる。1943年7月、VB-110飛行隊に配属。ウェールズ南岸のダンクスウエル基地に駐屯し、PB4Yのパイロットとしてビスケー湾における対潜哨戒任務についた。
1944年、ロンドン大使館付海軍武官補佐官の任務を断る。飛行隊隊長ナイト中佐から特別任務参加の打診を受け、即座に志願。V-1号兵器基地撃滅作戦「アフロディーテ作戦」に参加する。トルペックス火薬12トンを搭載したPB4Yの操縦を担当（このPB4Yは離陸後乗員を脱出させ、無線誘導で目標まで誘導される）。8月2日、ロンドン北東ファーストフィールド基地で訓練開始。8月12日午後3時、本部で攻撃の最終打ち合わせ。目標としてカレー南方ミモイクのV-1ブンカーを指定される（このブンカーはすでに爆撃で破壊され、使用中のように偽装されていた）。打ち合わせの後、ロンドンの友人ハーストに電話し、帰ってこなかった場合の父への伝言を頼んだ。無線機実験部隊隊長スミス中佐と握手してからトルペックス火薬374箱を搭載したPB4Y T-11号機に乗り込む。午後3時52分離陸。午後6時20分、イギリス南部ニューデライトウッド上空で乗機爆発。副操縦士ウィルフォード・ウイリー中尉と共に戦死。戦死時、海軍大尉。
ジェームズ・フォレスタル海軍長官は1時間以内に事故の報告を受け、ハイアニスポートの別荘で静養中のケネディ夫妻への通報を指示。8月13日、ボストン海軍区付オレリア神父がケネディ家へ赴き、両親に「行方不明」を伝える（この時、負傷して海軍病院に入っていた弟のジョン・F・ケネディも帰宅中。妹キャスリーン・ケネディも夫が出征中で実家に戻っていた）。
1963年、特別任務の内容が公表された。